# Adelaide di Susa
Adelaide di Susa, conosciuta anche come Adelaide di Torino (Torino, 1016 – Canischio, 19 dicembre 1091), fu margravia di Torino dal 1034 al 1091, duchessa consorte di Svevia, dal 1037 al 1038, Marchesa consorte del Monferrato, dal 1042 al 1045, contessa consorte di Moriana, dal 1046 al 1057 ed infine Contessa reggente di Moriana, dal 1057 al 1091.

Il suo matrimonio con Oddone di Savoia consentì ai Savoia, una stirpe transalpina, di affacciarsi in Piemonte e subentrare poi, in parte, agli Arduinici in Piemonte.

## Origine
Appartenente alla famiglia degli Arduinici, Adelaide, secondo lo storico Samuel Guichenon, nel suo Histoire généalogique de la royale maison de Savoie era figlia del margravio di Torino e Susa, Olderico Manfredi II e della contessa Berta degli Obertenghi, che secondo lo storico Ludovico Antonio Muratori era figlia di Oberto II, margravio di Milano, di Tortona e di Genova.
Olderico Manfredi II era figlio del margravio di Torino e Susa, Olderico Manfredi I e di Prangarda di Canossa, nonché nipote di Arduino il Glabro, il primo signore della Marca di Torino.

## Biografia

### Legami familiari e matrimoni
Adelaide secondo l'Annalista Saxo aveva un fratello detto conte di monte Bardone, che prima del 1034 premorì al padre, e due sorelle minori, Berta, moglie di Teutone del Monferrato, e Immilla (o Ermengarda), sposata prima col duca di Svevia, Ottone III e poi col Margravio di Meißen, Egberto I. Il marchese divise tra le sue figlie i suoi possedimenti, la maggior parte dei quali andò ad Adelaide, ma dopo la sua morte il Piemonte meridionale (Saluzzo, Boves, Ceva, ecc.) passò al figlio di sua sorella Berta, Bonifacio del Vasto.
Nel 1037, come conferma Samuel Guichenon, Adelaide andò sposa ad Ermanno duca di Svevia (1014 – 1038), che, secondo il Chronicon Ottonis Frisingensis, era il secondo figlio di Gisella di Svevia ed Ernesto I duca di Svevia e figliastro dell'imperatore Corrado II il Salico, terzo marito di Gisella; il matrimonio viene confermato indirettamente anche dal Herimanni Augiensis Chronicon (Hermannus quoque dux Alamanniæ marcham soceri sui Maginfredi in Italia ab imperatore accepit).
Il documento n° CXVII del Regesta comitum Sabaudiae documenta una donazione di Adelaide ed Ermanno (Adaleida f. quondam Maginfredi marchionis et coniux Ermanni ducis et marchionis), datato 4 luglio 1038.
Ermanno, secondo il documento n° CXV del Regesta comitum Sabaudiae, morì di peste il 28 luglio del 1038, combattendo nel napoletano; la morte di Ermanno (Herimannus dux obiit) è riportata anche negli Annales Necrologici Fuldense, nell'anno 1038.
Dopo essere rimasta vedova, Adelaide, nel 1042, come ci viene confermato da una donazione a S. Antonino (Henricus marchio filius quondam Wilielmi similiter marchioni et Adalena comitissa jugales), riporta da Il conte Umberto I (Biancamano) e il re Ardoino: ricerche e documenti, si sposò in seconde marchese del Monferrato, Enrico, figlio del marchese del Monferrato, Guglielmo III, come ci viene confermato dal documento nº 1 de Le carte della prevostura d'Oulx raccolte e riordinate cronologicamente fino al 1300 (Heynricus marchio filius quondam Uuilielmi similique marchioni), e della moglie Waza.
Adalgisa e Enrico dopo le loro nozze fecero diverse donazioni:

nel 1042 alla chiesa di Torino

nel 1043 al monastero di S. Antonino

nel 1043 all'Abbazia di Santa Maria di Cavour

nel 1043 ancora al monastero di S. Antonino, come da documento n° LXXIX del Diplomatique de Bourgogne

nel 1044 alla chiesa di Pinerolo, come da documento n I de Il gruppo dei diplomi Adelaidini in favore dell´abbazia di Pinerolo (non consultato).
Enrico morì tra il 1044 ed il 1045.
Dopo essere rimasta vedova per la seconda volta, Adelaide, nel 1046, come ci conferma Samuel Guichenon, sposò il futuro conte di Moriana e conte d'Aosta, Oddone, il figlio quartogenito del Conte di Moriana e del Chiablese, Umberto I Biancamano e di Ancilia od Ancilla d'Aosta, come ci viene confermato dal documento n° XXVII de Il conte Umberto I (Biancamano) e il re Ardoino: ricerche e documenti; il matrimonio viene confermato anche dall'Annalista Saxo, quando parla della figlia Berta (Berta, filiam Ottonis marchionis de Italia et Adheleidis).
Alla morte del suocero, Umberto, tra il 1047 ed il 1048, suo cognato Amedeo, il primogenito, gli succedette in tutti i suoi titoli.
Dopo la morte del cognato, Amedeo, avvenuta dopo il 12 dicembre 1051, inumato, secondo Samuel Guichenon, nella cattedrale di San Giovanni di Moriana, siccome il figlio primogenito, Umberto, gli era premorto ed il secondogenito, Aimone era un ecclesiastico (forse, anche lui premorto al padre) i suoi titoli passarono a Oddone, il marito di Adelaide.
Secondo il documento n° VII de Le carte della prevostura d'Oulx raccolte e riordinate cronologicamente fino al 1300, datato 1057, Adelaide ed il marito Oddone, assieme ai figli Pietro, Amedeo e le figlie (Oddo et uxor mea Adalaicis et filii mei Petrus Admedeus et filie mee), fecero una donazione alla chiesa di Oulx.
Il suo terzo marito, Oddone di Savoia, morì giovane, probabilmente nel 1057, secondo il Regesta comitum Sabaudiae, a Torino il 19 gennaio (XIV Kal Feb depositio Dnis Oddonis Marchionis) (invece, secondo lo storico C. W. Previté-Orton, nel suo The early history of the house of Savoy (1000-1233), il 21 maggio 1060), e lasciò tutti i figli pressoché bambini affidati alla reggenza della moglie poco più che quarantenne; tutt'oggi la salma di Oddone riposa nella Cattedrale di San Giovanni Battista a Torino. 

Adelaide, oltre che al marito, sopravvisse anche ai figli e mantenne di fatto il potere, reggente prima per i figli, Pietro e Amedeo, poi per il nipote, Umberto, fino alla morte, avvenuta nel 1091, 31 anni dopo quella del marito. Ricca e potente, aveva anche una grande attitudine a governare.
Il documento nº 16 del Peter der Zweite, Graf von Savoyen, Markgraf in Italien ci documenta che nel 1064 Adelaide conduceva il governo assieme al figlio, Pietro, infatti il documento viene firmato dal figlio e dalla madre (Dominus Petrus Marchio filius quond. bonæ memoriæ Oddonis marchionis simul cum domina Adheleida comitissa matre sua).
Tra i 1079 ed il 1083, Adelaide fa tre donazioni, riportate dal Peter der Zweite, Graf von Savoyen, Markgraf in Italien.
Tra i 1089 ed il 1090, Adelaide sigla tre documenti del Regesta comitum Sabaudiae.
Sempre il Regesta comitum Sabaudiae riporta che nel 1091, lo stesso anno della morte della contessa Adelaide, nel mese di marzo, la città di Asti faceva parte del suo dominio
Anche l'imperatore Enrico IV riconobbe ad Adelaide il possesso di Asti (comitatum [Astensi] habuit et tenuit Adheledis comitissa).
La morte di Adelaide è riportata dal Necrologium Scafhusenses, Bernoldi Chronicon Introduction il 19 dicembre 1091 (14 Kal Jan Adelheida Taurinensis comitissa obiit - 1091)
Ancora il Regesta comitum Sabaudiae riporta la morte di Adelaide nel dicembre del 1091, con due diversi necrologi:
il 25 dicembre (VIII Kal Jan ob com Adalasia comitissa)
il 19 dicembre (Adelaida Taurinensis comitissa, 14 Kal Januarii obiit).

### Azione politica
La sua primogenita Berta aveva sposato l'imperatore Enrico IV, che, però, tentò di ripudiarla convocando a Magonza un concilio, in cui prevalse l'opposizione del delegato papale San Pier Damiani. Poco dopo, nel 1077, Enrico IV venne in Italia portando con sé Berta per ottenere dal papa Gregorio VII la revoca della scomunica. Egli dovette passare per i domini di Adelaide, anche perché gli altri passi alpini erano impediti dai suoi nemici, e riuscì ad ottenere il supporto di Adelaide.
Nella biografia di G. Giovannini si riporta: « Adelaide, riabbracciando la figlia Berta e vedendola tanto deperita e con evidenti tracce di patimenti, giurò odio eterno al genero infame. Non voleva neppure riconoscerlo come membro della sua famiglia, non voleva accoglierlo né aiutarlo. Eppure finì col riconoscerlo, accoglierlo ed aiutarlo per intercessione della dolcissima Berta.». E per intercessione della figlia, Adelaide si decise ad accompagnare Enrico IV dal papa a Canossa e con lei anche il fratello di Berta, Amedeo II di Savoia. «L'imperatore dovette a questa energica donna, alla sua fermezza e al suo prestigio, più che alla stessa contessa Matilde di Toscana, i patti, che riuscì a strappare a Papa Gregorio VII. »
Il perdono papale ottenuto al prezzo di una tremenda umiliazione generò un noto modo di dire (Andare a Canossa).
Adelaide, mentre obbediva ed onorava il Pontefice, non s'inimicò l'imperatore perché seppe districarsi tra le due distinte autorità, l'una spirituale, l'altra temporale.Per la sua mediazione tra il papato e l'impero, Enrico donò ad Adelaide le terre del Bugey e, insieme a sua moglie Berta, tornò in Germania. L'umiliazione di Canossa fu il primo grande atto politico internazionale a cui la Casa Savoia abbia partecipato.
A seguito della seconda scomunica di Enrico IV e della sua deposizione, mai revocata, Adelaide si trovò a dover essere mediatrice anche nella contesa tra Enrico IV e Rodolfo duca di Svevia, entrambi suoi generi (Rodolfo aveva sposato sua figlia Adelaide) ed entrambi pretendenti al trono.
Il 19 dicembre del 1091 Adelaide di Susa morì e fu sepolta nella chiesa parrocchiale di Canischio (da canisculum), piccolo villaggio sopra Cuorgnè, nella Valle dell'Orco, dove ella si era ritirata negli ultimi tempi. Quantunque assai anziana, aveva conservato sempre lucida la mente.

### Popolarità ed opere
Nipote di Arduino il Glabro, aveva visto da vicino guerre e stragi ed aveva anche indossato armi e corazza. 

Fondò chiostri e monasteri, come ad esempio quello di Santa Maria Assunta ad Abbadia Alpina, beneficiato nel 1064.
Adelaide, che fu stimata dai suoi sudditi e temuta dai suoi avversari, aveva esercitato il potere con notevole abilità. Così divenne l'idolo del popolo, che la chiamava la marchesa delle Alpi Cozie.
Per la sua saggezza civile fu paragonata a Debora, giudice e guida militare del popolo d'Israele, ed il dotto San Pier Damiani le scrisse: «Tu, senza l'aiuto di un re, sostieni il peso del regno, ed a te ricorrono quelli che alle loro decisioni desiderano aggiungere il peso di una sentenza legale. Dio onnipotente benedica te ed i tuoi figlioli d'indole regia».
Unica perdita, nel corso della sua assennata gestione, fu quella dell'alta val di Susa, di cui si impadronì il conte di Albon, marito di sua cognata Adelaide di Savoia.

## Matrimoni e discendenza
A Ermanno IV di Svevia, Adelaide avrebbe dato:
- Gerardo I, conte di Sulzbach, nonno di Berengario II di Sulzbach;
- Adalberto I, conte di Windberg;
- Adelaide, sposata ad Ermanno di Peugen

La nascita di figli da questo matrimonio, affermata da una tarda fonte austriaca, viene confutata da molti storici, anche perché durante il loro brevissimo matrimonio il marito fu quasi sempre coinvolto in campagne militari. La questione è complicata dalla mancanza di una data certa sia per la nascita sia per il primo matrimonio di Adelaide. Altre fonti citano una sola figlia:
- Richwara, che sposò il duca di Carinzia e margravio di Verona, Bertoldo I di Zähringen, a cui diede cinque figli.

A Enrico del Monferrato non diede figli.
A Oddone di Savoia diede cinque figli:
- Pietro[18] (1047 - 1078), primo successore di Oddone di Savoia
- Amedeo[18] (1048 - 1080), succederà al fratello Pietro
- Berta (1051 - 1087), sposò a quattordici anni Enrico IV[9] re e poi Imperatore del Sacro Romano Impero (fu a lui promessa in sposa già all'età tre anni)
- Adelaide (1052 - 1079), come confermato dai Bertholdi Annales divenne moglie di Rodolfo di Svevia[47] il quale nel 1077 fu eletto da alcuni principi tedeschi re dei romani in opposizione ad Enrico IV.
- Oddone († tra il 1095 ed il 1099), citato da Samuel Guichenon[48]; erroneamente considerato vescovo di Asti[49]

## Fortuna della sua figura presso i posteri
Nella seconda metà dell'XI secolo le due principali marche italiane furono rette da due donne, Adelaide, appunto, e Matilde di Canossa, cugine fra loro. Mentre l'istituto stesso delle "marche" stava ormai scomparendo, dando luogo ai marchesati, il ricordo di queste due potenti figure femminili si perpetuò nei secoli. Nel caso di Adelaide la fortuna della sua figura, e forse la sua agiografia, fu anche stimolata dall'essere un'antenata della dinastia dei Savoia e soprattutto dall'essere la causa che portò i Savoia in Italia. Adelaide venne considerata anche un modello di vita religiosa, tanto da essere chiamata "beata Adelaide" in alcune cronache benedettine. Il suo culto, però, non fu mai riconosciuto dalla Chiesa.
In una nicchia nella cattedrale di San Giusto a Susa, vi è una statua cinquecentesca di legno di noce, verniciata a bronzo, che la rappresenta genuflessa in atto di preghiera ed al sommo della nicchia si legge: «Questa è Adelaide, cui l'istessa Roma Cole, e primo d'Ausonia onor la noma». Secondo alcuni studiosi, però, potrebbe trattarsi di un'antica statua della Maddalena, reinterpretata da un erudito ottocentesco filo-sabaudo.
Anche recentemente il fascino della sua figura ha ispirato la composizione di un romanzo.

## Ascendenza
|                      |   |                           | Genitori           |  |  | Nonni |  |  | Bisnonni          |  |  | Trisnonni          |  |
|                      |   |                           |                    |  |  |       |  |  | Arduino il Glabro |  |  | Ruggero di Auriate |  |
|                      |   |                           |                    |  |  |       |  |  | Arduino il Glabro |  |  | Ruggero di Auriate |  |
|                      |   | …                         |                    |  |  |       |  |  | Arduino il Glabro |  |  |                    |  |
| Olderico Manfredi I  |   |                           |                    |  |  |       |  |  | Arduino il Glabro |  |  |                    |  |
|                      |   | Immula                    | …                  |  |  |       |  |  |                   |  |  |                    |  |
|                      |   | Immula                    | …                  |  |  |       |  |  |                   |  |  |                    |  |
|                      |   | Immula                    | …                  |  |  |       |  |  |                   |  |  |                    |  |
| Olderico Manfredi II |   | Immula                    |                    |  |  |       |  |  |                   |  |  |                    |  |
|                      |   | Adalberto Atto di Canossa | Sigifredo di Lucca |  |  |       |  |  |                   |  |  |                    |  |
|                      |   | Adalberto Atto di Canossa | Sigifredo di Lucca |  |  |       |  |  |                   |  |  |                    |  |
|                      |   | Adalberto Atto di Canossa | …                  |  |  |       |  |  |                   |  |  |                    |  |
| Prangarda di Canossa |   | Adalberto Atto di Canossa |                    |  |  |       |  |  |                   |  |  |                    |  |
|                      |   | Ildegarda dei Supponidi   | …                  |  |  |       |  |  |                   |  |  |                    |  |
|                      |   | Ildegarda dei Supponidi   | …                  |  |  |       |  |  |                   |  |  |                    |  |
|                      |   | Ildegarda dei Supponidi   | …                  |  |  |       |  |  |                   |  |  |                    |  |
| Adelaide di Susa     |   | Ildegarda dei Supponidi   |                    |  |  |       |  |  |                   |  |  |                    |  |
|                      | … | …                         |                    |  |  |       |  |  |                   |  |  |                    |  |
|                      | … | …                         |                    |  |  |       |  |  |                   |  |  |                    |  |
|                      | … | …                         |                    |  |  |       |  |  |                   |  |  |                    |  |
| …                    | … |                           |                    |  |  |       |  |  |                   |  |  |                    |  |
|                      |   | …                         | …                  |  |  |       |  |  |                   |  |  |                    |  |
|                      |   | …                         | …                  |  |  |       |  |  |                   |  |  |                    |  |
|                      |   | …                         | …                  |  |  |       |  |  |                   |  |  |                    |  |
| Berta di Milano      |   | …                         |                    |  |  |       |  |  |                   |  |  |                    |  |
|                      |   | …                         | …                  |  |  |       |  |  |                   |  |  |                    |  |
|                      |   | …                         | …                  |  |  |       |  |  |                   |  |  |                    |  |
|                      |   | …                         | …                  |  |  |       |  |  |                   |  |  |                    |  |
| …                    |   | …                         |                    |  |  |       |  |  |                   |  |  |                    |  |
|                      |   | …                         | …                  |  |  |       |  |  |                   |  |  |                    |  |
|                      |   | …                         | …                  |  |  |       |  |  |                   |  |  |                    |  |
|                      |   | …                         | …                  |  |  |       |  |  |                   |  |  |                    |  |
|                      |   | …                         |                    |  |  |       |  |  |                   |  |  |                    |  |

### Fonti primarie
- (LA) Monumenta Germaniae Historica, Scriptores (in Folio) (SS), tomus V. URL consultato il 30 marzo 2020 (archiviato dall'url originale il 1º novembre 2019).
- (LA) Monumenta Germaniae Historica, Scriptores (in Folio) (SS), tomus VI. URL consultato il 30 marzo 2020 (archiviato dall'url originale il 1º novembre 2019).
- (LA) Monumenta Germaniae Historica, Scriptores (in Folio) (SS), tomus XIII. URL consultato il 30 marzo 2020 (archiviato dall'url originale il 2 novembre 2019).
- (LA) Monumenta Germaniae Historica, Scriptores (in Folio) (SS), tomus XX. URL consultato il 30 marzo 2020 (archiviato dall'url originale il 2 novembre 2019).
- (LA) Monumenta Germaniae Historica, Diplomata Heinrichs IV (1077 - 1106). URL consultato il 30 marzo 2020 (archiviato dall'url originale il 2 novembre 2019).
- (LA) Le carte della prevostura d'Oulx raccolte e riordinate cronologicamente fino al 1300.
- (LA) Cartulaire de l'abbaye de Saint-André-Le-Bas-de-Vienne1.
- (IT, LA)   Il conte Umberto I (Biancamano) e il re Ardoino: ricerche e documenti.
- (LA) Petit cartulaire de l'abbaye de Saint-Sulpice en Bugey.
- (LA) Regesta comitum Sabaudiae.
- (LA) Antiquitates Italicæ medii ævi.
- (FR) Diplomatique de Bourgogne / par Pierre de Rivaz.
- (LA) Peter der Zweite, Graf von Savoyen, Markgraf in Italien.

### Letteratura storiografica
- (FR) Histoire de Savoie, d'après les documents originaux,... par Victor... Flour de Saint-Genis. Tome 1.
- (FR) Histoire généalogique de la royale maison de Savoie, justifiée par titres, ..par Guichenon, Samuel.
- Charles William Previté-Orton, The early history of the House of savoy, (1000-1233), Univ. Press, Cambridge, 1912
- La contessa Adelaide e la società del secolo XI, Atti del Convegno di Susa, 14-16 novembre 1991, Segusium, 29 (1992), n. 32.